# Negishi Seiichi
Negishi Seiichi (sinh ngày 20 tháng 4 năm 1969) là một cầu thủ bóng đá người Nhật Bản.

## Giải vô địch bóng đá trong nhà thế giới 1989
Negishi Seiichi được triệu tập vào đội tuyển Nhật Bản tham dự Giải vô địch bóng đá trong nhà thế giới 1989.